# Розмірність простору
Розмі́рність, вимір, вимірність (англ. dimension) — кількість незалежних параметрів (вимірів), необхідних для опису стану об'єкта, або кількості ступенів вільності фізичної або абстрактної системи.
Поняття виміру не обмежується лише фізичними об'єктами. Багатовимірні простори часто зустрічаються в математиці та інших науках. Це можуть бути параметричні чи конфігураційні простори механіки Лагранжа чи Гамільтона; це абстрактні простори, не пов'язані з фізичним простором в якому ми живемо.

## Визначення
У математиці існує кілька різних підходів до визначення розмірності, наприклад
- Розмірність векторного простору
- Комбінаторна розмірність множини визначається на підставі її комбінаторних властивостей і може бути довільним невід'ємним числом[1].
- Загальніші визначення дано в теорії розмірності
  - Розмірність Лебега, або топологічна розмірність.
  - Розмірність Гаусдорфа метричного простору.
  - Розмірність Мінковського допускає узагальнення на фрактали, при цьому їх розмірність може бути довільним невід'ємним числом.

## Приклади
- Для того, щоб описати стан кола на площині, достатньо трьох параметрів: двох координат центру і радіусу, тобто: простір кіл на площині — тривимірний; простір точок на тій же поверхні — двовимірний; тим не менше саме коло-простір точок на колі- одновимірний: будь-яка його точка може бути описана одним параметром.
- У рамках ходових моделей поверхні нашої планети для визначення положення міста (місто при цьому розглядається не як двовимірний об'єкт, а як точка) на поверхні Землі достатньо двох параметрів, а саме: географічної  широти та географічної  довготи. Відповідно: простір у таких моделях є двовимірним (скорочено — 2D, від англ. dimension), див. геопростір.
- У рамках ходових моделей нашої фізичної реальності для визначення положення деякого об'єкта, наприклад — літака (літак при цьому розглядається не як тривимірний об'єкт, а — як точка), потрібно вказати три координати — додатково до широти і довготи потрібно знати висоту, на якій він знаходиться. Відповідно: простір у таких моделях є тривимірним (3D). До цих трьох координатах може бути додана четверта (час) для опису не тільки поточного положення літака, але і моменту часу. Якщо додати в  модель орієнтацію (крен, тангаж, рискання) літака, то додадуться ще три координати і відповідний абстрактний простір моделі стане семивимірним.